# NGC 7751
NGC 7751 في الفهرس العام الجديد، هي مجرة، تقع في كوكبة الحوت. اكتشفت في 27 سبتمبر 1785 بواسطة ويليام هيرشل.

## روابط خارجية
- NGC 7751 على موقع ويكي سكاي: DSS2, SDSS, GALEX, IRAS, Hydrogen α, X-Ray, Astrophoto, Sky Map, Articles and images